# 19 Pułk Armat Polowych (austro-węgierski)
19 Pułk Armat Polowych Austro-Węgier – samodzielna jednostka cesarsko-królewskiej artylerii Armii Austro-Węgier.
Nazwa niemiecka: Feldkanonenregiment 19.

## Skład
- Dowództwo
- 4 x bateria po 6 armat 8 cm FK M.5.
- bateria rezerwowa.

## Dowódca 1914
OberstleutnantNikolaus Logoschan.

## Dyslokacja 1914
Garnizon Nagy-Varad.

## Podporządkowanie w 1914
VII Korpus, 7 Brygada Artylerii Polowej.